# Zalmoxida
Genre
Zalmoxida est un genre d'opilions laniatores de la famille des Petrobunidae.

## Distribution
Les espèces de ce genre se rencontrent en Asie du Sud-Est et en Nouvelle-Guinée.

## Liste des espèces
Selon World Catalogue of Opiliones (01/07/2021) :
- Zalmoxida dentata (Thorell, 1891)
- Zalmoxida gibbera Suzuki, 1969

## Publication originale
- Roewer, 1912 : « Die Familien der Assamiiden und Phalangodiden der Opiliones-Laniatores. (= Assamiden, Dampetriden, Phalangodiden, Epedaniden, Biantiden, Zalmoxiden, Samoiden, Palpipediden anderer Autoren). » Archiv für Naturgeschichte, sér. A, vol. 78, no 3, p. 1–242 (texte intégral).